# Another Side of Bob Dylan
Another Side of Bob Dylan é o quarto álbum de estúdio do cantor Bob Dylan, lançado a 8 de Agosto de 1964.
O disco atingiu o nº 43 do Pop Albums.
| Críticas profissionais                                                      | Críticas profissionais |
| Avaliações da crítica                                                       | Avaliações da crítica  |
| Fonte                                                                       | Avaliação              |
| --------------------------------------------------------------------------- | ---------------------- |
| Allmusic                                                                    | [ 2 ]                  |
| Esta tabela precisa de ser acompanhada por texto em prosa. Consulte o guia. |                        |

## Faixas
Todas as faixas por Bob Dylan

### Lado 1
1. "All I Really Want to Do" – 4:04
2. "Black Crow Blues" – 3:14
3. "Spanish Harlem Incident" – 2:24
4. "Chimes of Freedom" – 7:10
5. "I Shall Be Free No. 10" – 4:47
6. "To Ramona" – 3:52

### Lado 2
1. "Motorpsycho Nitemare" – 4:33
2. "My Back Pages" – 4:22
3. "I Don't Believe You (She Acts Like We Never Have Met)" – 4:22
4. "Ballad in Plain D" – 8:16
5. "It Ain't Me Babe" – 3:33

## Créditos
- Bob Dylan – Vocal, guitarra acústica, harmónica, piano